# Hub USB

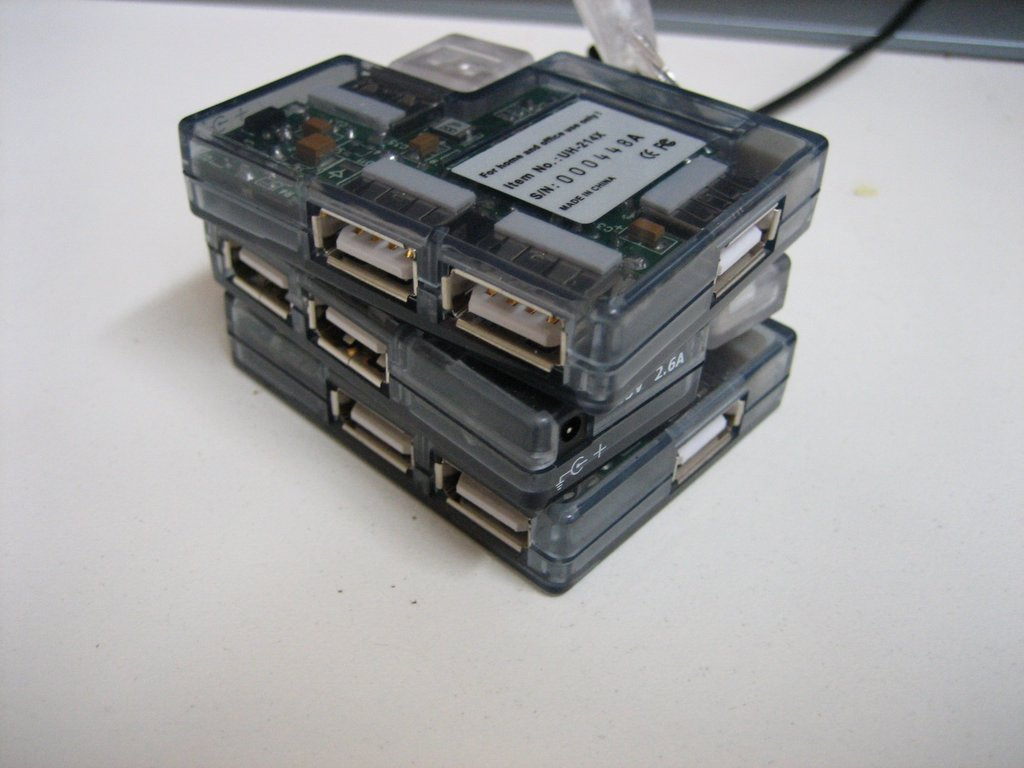
Varios hubs USB, dispuestos uno encima del otro.

Un hub USB es un dispositivo que permite concentrar varios puertos USB, permitiendo la conexión con una máquina mediante un solo bus o cable.
Los hub USB se integran a menudo en la propia computadora, en teclados o, más raramente, en monitores o impresoras. Los hub USB vienen en una variedad amplia de formas: similares a un concentrador, diseños pequeños previstos para ser conectado directamente en el puerto USB de la computadora, etc.

## Clasificación

### Por versión de USB
La versión USB de un hub condiciona el tipo de dispositivos que se le pueden conectar y la velocidad de transferencia que soporta:
- USB 1.0 o USB 1.1: admite dispositivos a velocidades de hasta 1,5 Mbit/s y 12 Mbit/s respectivamente.
- USB 2.0: admite, además de los anteriores, dispositivos hasta a 480 Mbit/s.
- USB 3.0: admite, además de los anteriores, dispositivos hasta a 4,8 Gbit/s.
- USB 3.1: admite, además de los anteriores, dispositivos hasta a 10 Gbit/s.
- USB 3.2: admite, además de los anteriores, dispositivos hasta a 20 GBit/s.

Fuente: 
Es necesario tener en cuenta que estas velocidades de transferencia se repartirán entre los distintos dispositivos conectados al hub, siempre y cuando que la computadora tenga una interfaz adecuada.

### Por el tipo de alimentación eléctrica
- Sin fuente de alimentación o Bus-powered: toma la energía del propio USB. Éste proporciona entre 500 y 900 miliamperios a 5 Voltios, por lo que los dispositivos conectados a estos hubs deben ajustarse a ese consumo de energía.
- Con fuente de alimentación o Self-powered: tienen su propio alimentador externo, el límite teórico para el número de puertos de este tipo de hubs es de 127, pero es difícil encontrar uno con más de 8 puertos.

### Por el número de puertos
El máximo número de dispositivos conectables simultáneamente en un bus USB es de 127. La mayoría de los hubs tienen cuatro o siete puertos.

## Energía
Un hub USB sin fuente de alimentación toma toda su energía de la interfaz USB de la computadora. No necesita una fuente de alimentación externa. Sin embargo, muchos dispositivos requieren más energía de lo que este método puede proporcionar, y no funcionarán en este tipo de hub. En cambio un hub con fuente de alimentación toma su energía de una fuente de alimentación externa y puede por lo tanto proporcionar plena alimentación a cada puerto. Muchos hub pueden funcionar tanto con alimentación por bus como por una fuente externa, siempre que se satisfagan las necesidades energéticas de cada dispositivo.
La energía del USB se asigna en unidades de 100 mA hasta un máximo de 500 o 900 mA por puerto, dependiendo de la versión. Por lo tanto un hub alimentado por bus puede suministrar hasta a cuatro puertos y no puede ofrecer más de cuatro unidades de 100 mA de energía en total a los dispositivos conectados, ya que requiere otros 100 mA para autoalimentarse. Si un dispositivo alimentado por el puerto requiere más unidades de energía, se bloquea y el sistema operativo generalmente informa de esto al usuario.
Sin embargo, hay muchos hub no autoalimentados en el mercado que se anuncian como autoalimentados a pesar de ser realmente de alimentación por bus. Igualmente dispositivos que utilizan más de 100 mA sin anunciar este hecho. Estos hub y dispositivos permiten más flexibilidad en el uso de la energía pero pueden darse problemas de alimentación.

## Velocidad
En cada hub USB, para permitir que los dispositivos de cierta velocidad funcionen en su modo más rápido, todos los hub entre los dispositivos y la computadora deben ser de la velocidad requerida, pues de lo contrario se producirá un cuello de botella.
Es una consideración importante que en lenguaje común y a menudo en la comercialización de productos se utilizan diversas denominaciones para las distintas versiones de USB, pero no son determinantes en la velocidad: Full Speed (velocidad total o completa) para USB 1.1; High Speed (alta velocidad) para el USB 2.0 y Super Speed  (Super velocidad) para USB 3.0. Se trata de consideraciones arbitrarias que dependerán del uso que un usuario quiera hacer del dispositivo y no una valoración objetiva de la velocidad; que quedará desfasada conforme avance la tecnología.

## Limitaciones de la longitud
Los cables USB están limitados a 5 m de longitud, debido a las impedancias propias del cable. Un hub se puede utilizar como un repetidor activo de USB para extender la longitud del cable otros 5 m; pero este repetidor deberá ser alimentado mediante una fuente externa para proporcionar la potencia necesaria de la etapa amplificadora. Si necesitas enviar una señal USB a una distancia más larga hay varios extensores, que puede hacer eso mediante un cable de USB o un cable de Ethernet 

## Sistemas de implementación del chip
- Semiconductor del ciprés (TTs múltiple)
- Lógica de Genesys
- GL850
- GL850A - 2.0, single TT, 8-bit RISC, circa 2005
- GL852 - 2.0, multi TT, 8-bit RISC, circa 2006